# Macrhybopsis meeki
Macrhybopsis meeki es una especie de peces de la familia de los Cyprinidae en el orden de los Cypriniformes.

## Morfología
Los machos pueden llegar alcanzar los 11 cm de longitud total.

## Hábitat
Es un pez de agua dulce.

## Distribución geográfica
Se encuentran en Norteamérica: en la cuenca del río Misisipi (ríos Misisipi, Misuri Kansas y Ohio). Relativamente común en el tramo medio del Misuri pero raro en otros tramos.